# Balix
|  | Per a altres significats, vegeu «Balix (desambiguació)». |

Balix (paraula persa que vol dir cosí, en turc yastuk) fou una moneda mongola del segle xiii especialment utilitzada a la part oriental de l'imperi. El seu valor és donat per Djuwayni però hi ha indicacions contradictòries segurament degut a les fluctuacions. Estava encunyada en or i plata i probablement corresponia a 500 mithkals el que donaria un pes de 2,150 kg. També existien balix en paper moneda.